# Unidos de Águas Claras
A Grêmio Recreativo e Escola de Samba Unidos de Águas Claras (GRES Unidos de Águas Claras) é uma escola de samba da cidade de Bragança Paulista, no interior do estado brasileiro de São Paulo.
A escola por diversos anos tem obtido a segunda colocação do grupo de acesso. Obteve tal colocação em 2010, 2011 e 2012. Em 2015, a escola prestou uma homenagem a Danga, uma baiana da Nenê de Vila Matilde, considerada baluarte da escola paulistana.

## Segmentos

### Presidentes
| Nome        | Mandato        | Ref. |
| ----------- | -------------- | ---- |
| Robson Lima | ? - atualidade |      |

## Carnavais
| Ano  | Colocação    | Grupo        | Enredo | Carnavalesco         | Intérprete   | Ref   |
| ---- | ------------ | ------------ | --- | -------------------- | ------------ | ----- |
| 2003 | Aprovada     | Avaliação    | Do Grito a Liberdade, 15 Anos de Glórias Mil, Barreiras Para ARCAB Nunca Mais                                                                  | Robson Lima          |              |       |
| 2004 | Campeã       | Grupo II     | Entre Vales e Colinas um Herdeiro de uma Gente de Progresso (Mário Rizzardi)                                                                   | Robson Lima          |              |       |
| 2005 | Campeã       | Acesso       | Clamam Anjos no Céu a Cantar: Dê a Vida para a Vida, o Importante é Doar                                                                       | Comissão de Carnaval |              |       |
| 2006 | 5° colocada  | Especial     | Circo, o Grande Palco da Vida | Comissão de Carnaval |              |       |
| 2007 | 6° colocada  | Especial     | No Vai e Vem do Meu Trem Vem para Avenida ser Criança Também                                                                                   | Comissão de Carnaval |              |       |
| 2008 | Vice-Campeã  | Acesso       | Pátria Amada e Idolatrada, Seus Encantos do Oiapoque ao Chuí, a História do Passado ao Presente Foste tú Sempre Brasil: A Pátria Que Nos Pariu | Comissão de Carnaval |              |       |
| 2009 | 4° colocada  | Acesso       | Mulher Divina Inspiração - Do Reino Serafins Surge a Musa Inspiradora do Meu Samba                                                             | Comissão de Carnaval |              |       |
| 2010 | Vice-campeã  | Acesso       | Das Lágrimas ao Sorriso, Entre Versos e Prosas Eis Que Surge a Amizade                                                                         | Comissão de Carnaval |              | [ 3 ] |
| 2011 | Vice-campeã  | Acesso       | Uma Viagem na História do Guerreiro do Samba - Rui Cardoso, Hoje a Estrela é Você                                                              | Comissão de Carnaval |              | [ 4 ] |
| 2012 | Vice-campeã  | Acesso       | Cidade de Encantos: Bom Jesus dos Perdões, Santuário de Riquezas e uma Gente de Fé - Quem te Conhece, Jamais te Esquece                        | Comissão de Carnaval |              | [ 5 ] |
| 2013 | Campeã       | Acesso       | Corte Negra: Supremacia de uma Raça | Comissão de Carnaval |              |       |
| 2014 |              | Especial     | Ilu Ayê (Terra da Vida) | Sérgio Júnior        |              |       |
| 2015 | Campeã       | Acesso       | Danga |                      |              | [ 6 ] |
| 2016 | Não desfilou | Não desfilou | Não desfilou | Não desfilou         | Não desfilou | [ 7 ] |
| 2017 |              |              | |                      |              |       |